# Psilopogon
Psilopogon é um gênero de barbichas do Velho Mundo que costumava incluir apenas uma única espécie, o barbichas-bico-de-fogo ( P. pyrolophus ). Os resultados das análises filogenéticas moleculares indicam que o gênero está aninhado dentro de um ramo evolutivo que consiste em barbichas asiáticos que foram anteriormente colocados no gênero Megalaima proposto por George Robert Gray em 1841. Como Psilopogon foi proposto por Salomon Müller já em 1835, este nome tem prioridade.
O nome Psilopogon combina o grego antigo psilos que significa "nu" e pōgōn que significa "barba".

## Taxonomia
A espécie-tipo de Psilopogon é o barbichas-bico-de-fogo proposto por Salomon Müller em 1835, que descreveu um barbichas macho coletado em Sumatra.
Nos séculos 19 e 20, cerca de 19 nomes genéricos foram propostos para espécies asiáticas de barbichas em coleções de museus de história natural, incluindo Megalaima por George Robert Gray em 1849 e Mezobucco por George Ernest Shelley em 1889. A pesquisa filogenética molecular de barbichas asiáticos revelou que as espécies Megalaima formam um clado, que também inclui o barbichas-bico-de-fogo. Barbichas anteriormente colocados em Megalaima foram, portanto, reclassificados sob o gênero Psilopogon, que agora contém as seguintes 32 espécies:
- Barbichas-bico-de-fogo, Psilopogon pyrolophus
- Barbichas-grande, Psilopogon virens
- Barbichas-de-crisso-vermelho, Psilopogon lagrandieri
- Barbichas-de-cabeça-castanha, Psilopogon zeylanicus
- Barbichas-raiado, Psilopogon lineatus
- Barbichas-de-faces-brancas, Psilopogon viridis
- Barbichas-de-orelhas-verdes, Psilopogon faiostrictus
- Barbichas-de-garganta-castanha, Psilopogon corvinus
- Barbichas-de-bochecha-vermelha, Psilopogon chrysopogon
- Barbichas-de-coroa-vermelha, Psilopogon rafflesii
- Barbichas-de-garganta-vermelha, Psilopogon mystacophanos
- Barbichas-de-colar-preto, Psilopogon javensis
- Barbichas-de-fronte-amarela, Psilopogon flavifrons
- Barbichas-de-garganta-dourada, Psilopogon franklinii
- Barbichas-de-laço, Psilopogon auricularis
- Barbichas-de-sobrancelhas-pretas, Psilopogon oorti
- Barbichas-indochinês, Psilopogon annamensis
- Barbichas-chinês, Psilopogon faber
- Barbichas-da-formosa, Psilopogon nuchalis
- Barbichas-de-garganta-azul, Psilopogon asiaticus
- Barbichas-de-kra, Psilopogon chersonesus
- Barbichas-serrano, Psilopogon monticola
- Barbichas-de-bigode-preto, Psilopogon incognitus
- Barbichas-de-coroa-amarela, Psilopogon henricii
- Barbichas-de-fronte-dourada, Psilopogon armillaris
- Barbichas-de-nuca-dourada, Psilopogon pulcherrimus
- Barbichas-de-orelhas-amarelas, Psilopogon australis
- Barbichas-de-orelhas-azuis, Psilopogon duvaucelii
- Barbichas-de-garganta-preta, Psilopogon eximius
- Barbichas-cingalês, Psilopogon rubricapillus
- Barbichas-malabar, Psilopogon malabaricus
- Barbichas-ferreiro, Psilopogon haemacephalus [7]